# Julie Rudbæk
Julie Rudbæk, född 19 augusti 1987 i Rødovre, är en dansk skådespelare.
Rudbæk har bland annat medverkat i TV-serien Bakom varje man och Morden i Helsingör. Hon har även medverkat i filmen Älskar dig tills vidare.

## Filmografi (i urval)
- 2020–2021 – Morden i Helsingör (TV-serie)
- 2022 – Älskar dig tills vidare
- 2024 – Bakom varje man (TV-serie)